# Ambasciatori austriaci in Danimarca
L'ambasciatore austriaco in Danimarca è il primo rappresentante diplomatico dell'Austria (già del Sacro Romano Impero, dell'Impero austriaco e dell'Impero austro-ungarico) in Danimarca. I rapporti diplomatici tra i due paesi vennero stabiliti per la prima volta in maniera stabile nel 1691.

## Sacro Romano Impero
- 1713–1720: Ignaz Schmid
- 1720–1734: Johann von Harding (chargée d'affaires)
- 1734–1737: Johann Joseph von Khevenhüller-Metsch (1706–1776)
- 1737–1750: Johann von Harding (chargée d'affaires)
- 1750–1756: Franz Xaver Wolfgang von Orsini-Rosenberg (1723–1796)
- 1756–1756: Philipp von Lauterburg (chargée d'affaires)
- 1756–1763: Carlo Giovanni Battista di Dietrichstein (1728–1808)
- 1763–1764: Anton Binder von Krieglstein (–1791) (chargée d'affaires)
- 1764–1765: Franz Joseph von Wurmbrand-Stuppach (1737–1806)
- 1765–1766: Alois von Locella (1733–1800) (chargée d'affaires)
- 1766–1769: Philipp Welsperg von Primör und Raitenau (1735–1806)
- 1770–1774: Johann von Mercier (chargée d'affaires)
- 1774–1775: Franz Leopold von Metzburg (1746–1789) (chargée d'affaires)
- 1775–1777: Johann Ludwig von Cobenzl (1753–1809)
- 1777–1779: Ludwig d'Yves
- 1779–1782: Johann Friedrich von Kageneck (1741–1800)
- 1782–1785: Leonhard von Collenbach
- 1785–1786: Josef von Preindl (chargée d'affaires)
- 1786–1787: Heinrich von Schlick
- 1787–1789: Maximilian von Mertz (chargée d'affaires)
- 1789–1795: Josef Ludwig Nepomuk von Breuner-Enkevoirth (1765–1813)
- 1795–1801: Carl Wilhelm von Ludolf (1754–1803)
- 1801–1804: Aloys von Kaunitz-Rietberg (1774–1848)

### Impero austriaco
- 1804–1808: Karl Hemricourt
- 1808–1810: Friedrich Binder von Krieglstein (chargée d'affaires)
- 1810–1812: Franz Binder von Krieglstein (1774–1855)
- 1812–1815: Rudolf von Lützow (1780–1858)
- 1815–1825: August Ernst von Steigentesch (1774–1826)
- 1825–1829: Franz de Paula von Colloredo-Wallsee (1799–1859)
- 1829–1846: Eduard George Wilhelm von Langenau (1787–1860) (chargée d'affaires)
- 1846–1851: Maximilian Vrints-Berberich von Treuenfeld (1802–1896)
- 1851–1856: Edmund von Hartig (1812–1883)
- 1856–1858: Karl von Jäger (chargée d'affaires)
- 1858–1859: Alajos Károlyi (1825–1889)
- 1859–1860: Karl von Jäger (chargée d'affaires)
- 1860–1864: Adolph von Brenner-Felsach (1814–1883)

1864: Interruzione delle relazioni diplomatiche a causa della guerra dello Schleswig-Holstein
- 1864–1866: Heinrich Karl von Haymerle (1828–1881) (chargée d'affaires)
- 1866–1866: Felix von Wimpffen (1827–1882)
- 1866–1866: Karl von und zu Franckenstein (1831–1898) (chargée d'affaires)

### Impero austro-ungarico
- 1866–1869: Ludwig von Paar
- 1869–1872: Karl von Eder
- 1872–1873: Ludwig von Paar
- 1873–1874: Emanuel von Salzberg (chargée d'affaires)
- 1874–1879: Gustav Kálnoky von Köröspatak (1832–1898)
- 1880–1888: Karl von und zu Franckenstein (1831–1898)
- 1888: Maximilian von Gagern (1810–1889) (chargée d'affaires)
- 1888–1889: Konstantin von Trauttenberg (1841–1914)
- 1889–1907: Christoph von Wydenbruck (1856–1917)
- 1907–1908: Ivan von Rubido-Zichy (1908–1995) (chargée d'affaires)
- 1908–1917: Dionys Széchényi (1866–1936)
- 1917–1918: Otto von Franz (1871–1930) (chargée d'affaires)

1918: Interruzione delle relazioni diplomatiche a causa della prima guerra mondiale

### Repubblica austriaca
...
- 1961–1962: Karl Herbert Schober

...
- 1975–1980: Hedwig Wolfram
- 1980–1981: Erich Pichler

...
- 1989–1993(?): Gerhard Gmoser

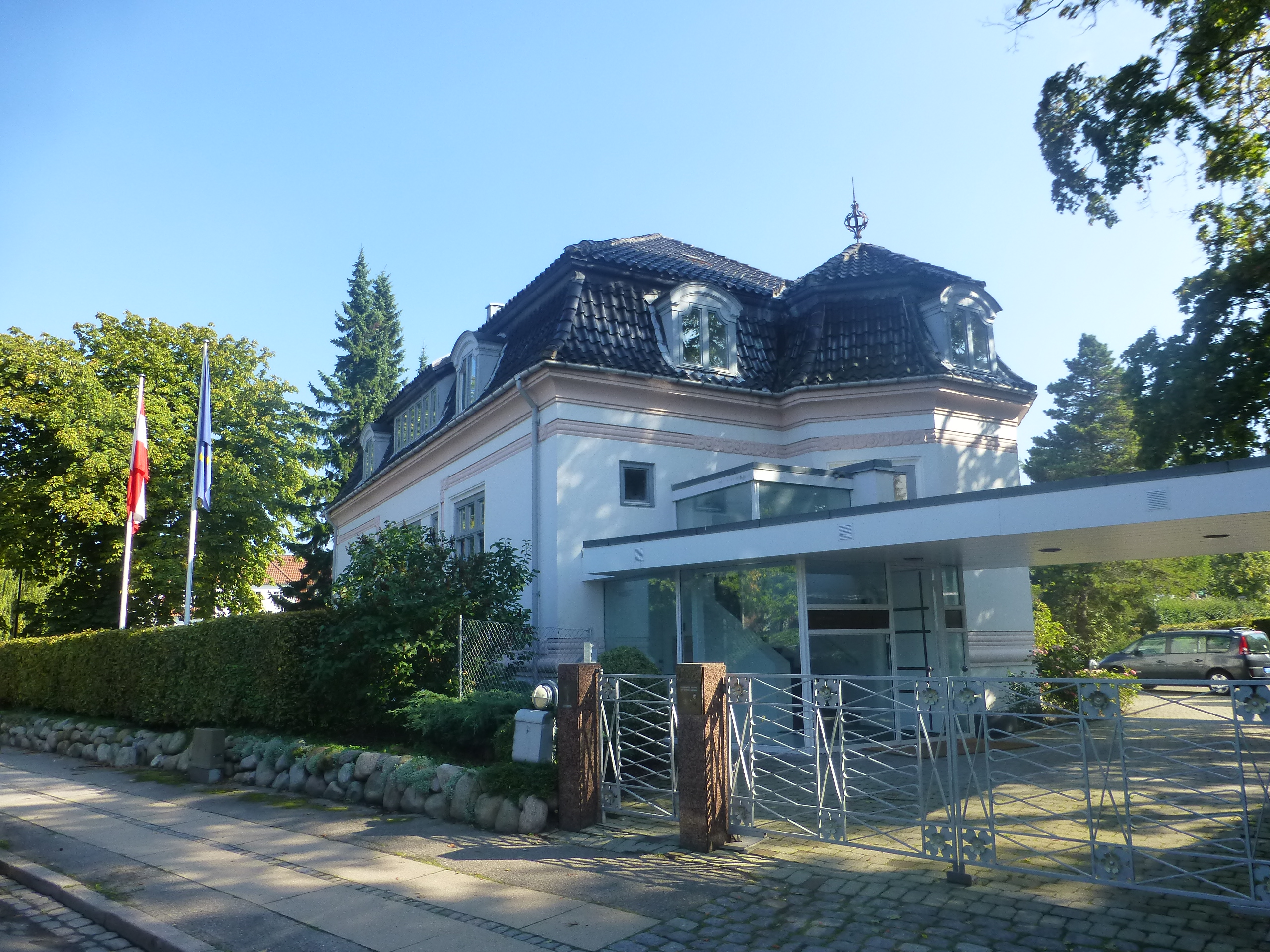
La sede dell'ambasciata austriaca a Copenaghen (2013)

- 1992(?)–199?: Franz Wunderbaldinger

...
- 200?–2003: Helmut Wessely
- 2003–2008: Erich Buttenhauser
- 2008–2009: Erwin Kubesch
- 2009–2013: Daniel Krumholz
- 2013–: Ernst-Peter Brezovszky
- 2017–2021: Maria Rotheiser-Scotti
- Dal 2021: Alice Irvin